# Timea authia
Timea authia är en svampdjursart som beskrevs av de Laubenfels 1930. Timea authia ingår i släktet Timea och familjen Timeidae. Inga underarter finns listade i Catalogue of Life.